# ГЕС Манапоурі
ГЕС Манапоурі — гідроелектростанція на південному заході Південного острова Нової Зеландії, яка використовує ресурс із озера Манапоурі. Останнє природним шляхом дренується через річку Waiau, що протікає через східну частину водойми та має устя на південному узбережжі острова в затоці Te Waewae протоки Фово (з'єднує Тасманове море з відкритою частиною Тихого океану).

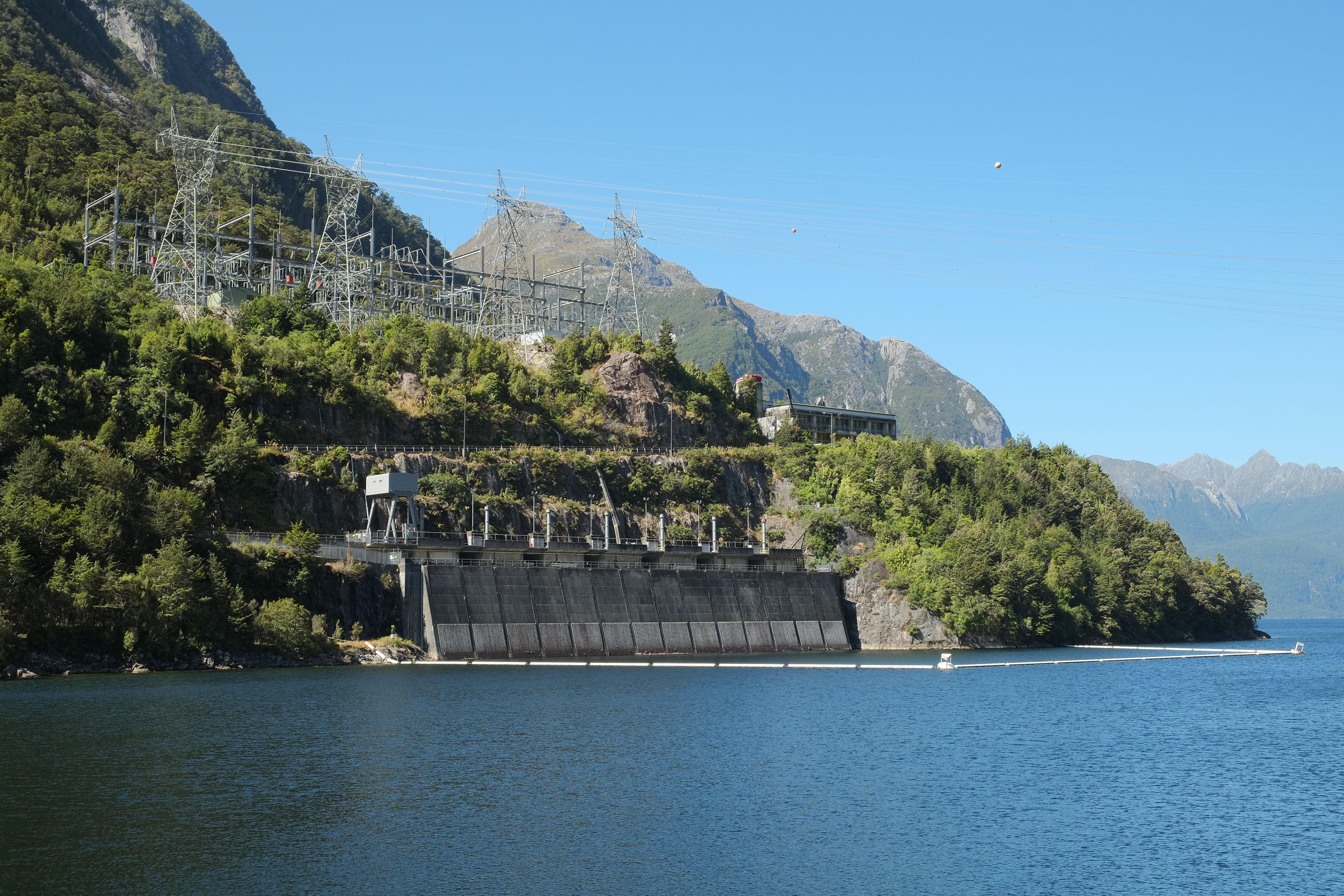
Водозабірна споруда та розташований зверху трансформаторний майданчик станції

Первісно пропонувалось перекрити Waiau греблею та підняти рівень природного озера на 30 метрів, проте через протести природоохоронних організацій план відхилили. Втім, це не завадило створенню найпотужнішої гідроелектростанції країни, оскільки і так велика водойма (площа поверхні 142 км2) розташовується у багатому на опади районі (в горах, що оточують західну частину озера, понад 3700 мм на рік). Це дозволяє протягом більшої частини року спрямовувати на ГЕС достатні обсяги води при коливанні рівня поверхні Манапоурі у наближеному до природного режимі (між позначками 176,8 та 178,6 метра НРМ).
В основу гідроенергетичної схеми поклали значний перепад висот між озером і розташованим лише за кілька кілометрів фіордом Даутфул-Саунд (Тасманове море), який вдається в сушу на західному узбережжі Південного острова (регіон Фіордленд — один з чотирьох найбільших у світі фіордових районів). Забір ресурсу організували із найзахіднішої затоки Манапоурі (Вест-Арм), а відпрацьована вода потрапляє до Deep Cove, південно-східної затоки Даутфул-Саунд.

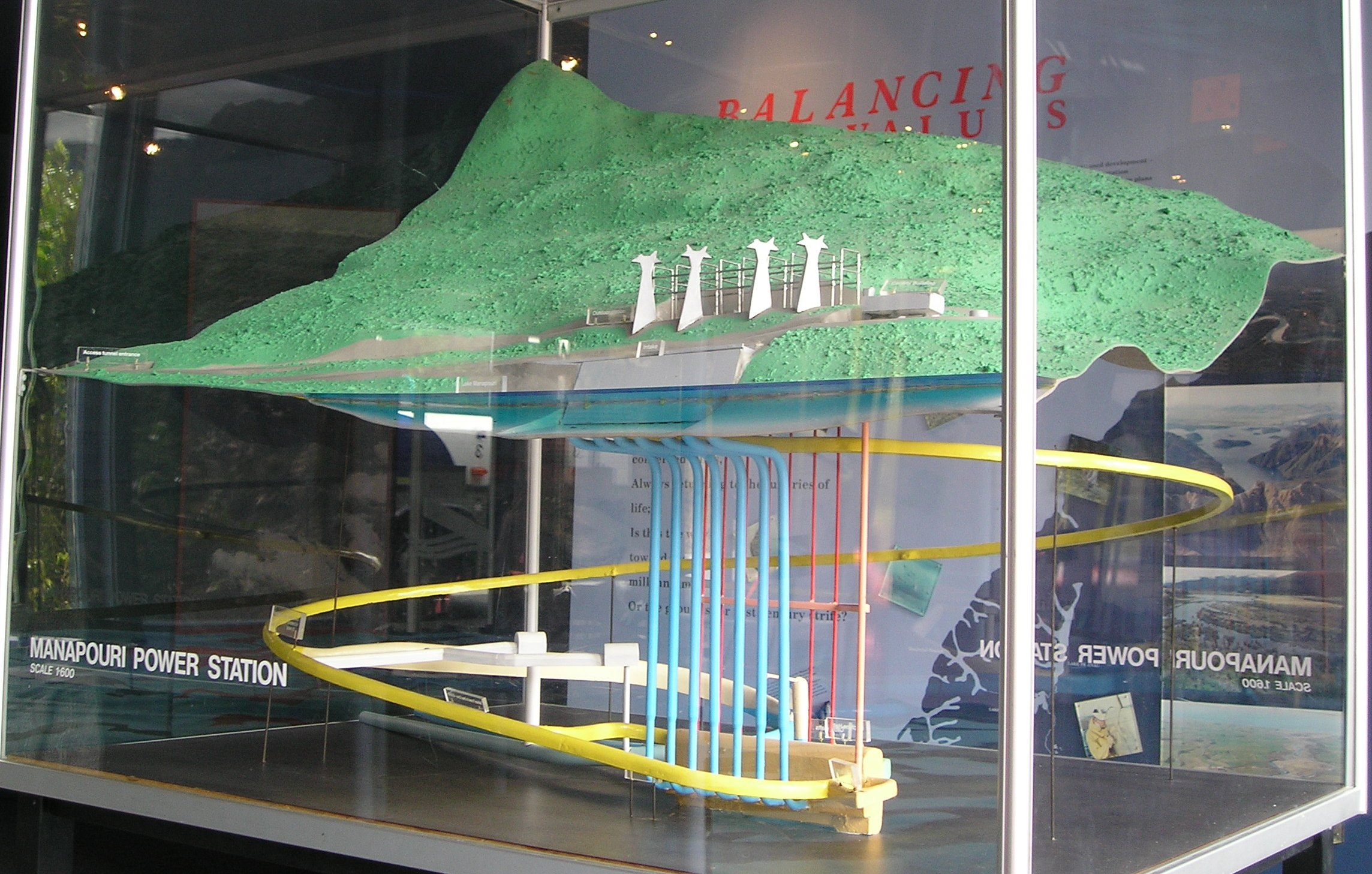
Модель району машинного залу з відповідними комунікаціями

Біля озера на глибині 200 метрів нижче його поверхні облаштували машинний зал, обладнаний сімома турбінами типу Френсіс потужністю по 122 МВт. Від нього до Deep Cove проклали відвідний тунель довжиною 10 км. При цьому через інженерні прорахунки останній не зміг забезпечити потрібної пропускної здатності, так що при загальній потужності у 850 МВт станція могла працювати з показником не більше 580 МВт, перевищення якого загрожувало затопленням машинного залу. Як наслідок, у 1998—2002 роках спорудили другий відвідний тунель довжиною 9,6 км та діаметром 10 метрів, що зняло обмеження на роботу станції через технічні причини (втім, умови регулювання забору води з озера все-рівно обмежують її потужність рівнем у 800 МВт). Використовуючи напір у 230 метрів ГЕС забезпечує виробництво 5,1 млрд кВт-год електроенергії на рік.
Видача продукції відбувається по ЛЕП, розрахованих на роботу під напругою 220 кВ. Станція споруджувалась передусім з розрахунку на постачання алюмінієвого комбінату Tiwai Point.